# Fernão de Noronha
Fernão de Noronha, noto anche come Fernando de Noronha o Fernão de Loronha (ca. 1470 – Lisbona, ca. 1540), è stato un mercante portoghese ebreo convertito al cattolicesimo (cristão-novo o «nuovo cristiano»).

## Biografia
Ricco imprenditore, commerciante e armatore, nativo delle Asturie, Noronha era il rappresentante del banchiere Jacob Fugger nella penisola iberica. Insieme ad altri ebrei convertiti e commercianti portoghesi, ottenne una concessione da parte della Corona per sfruttare le risorse naturali del Brasile per un periodo di tre anni e, nel 1503, ricevette dalla Corona un contratto per lo sfruttamento del pernambuco, un legno di valore, utilizzato in tintoria. Lui e i suoi soci finanziarono la spedizione di Gonçalo Coelho che, il 24 luglio 1503, scoprì l'isola di São João da Quaresma, che prenderà più tardi il nome di Fernando de Noronha.
Nel 1506 Noronha e i suoi soci avevano già importato più di 20.000 quintali di pernambuco, venduti a Lisbona con un profitto dal 400 al 500%. In conseguenza del contratto con la Corona e del successo della spedizione di Gonçalo Coelho, il re Manuele I (1495-1521) gli affidò, nel 1504, la prima capitaneria del litorale del Brasile, l'isola di São João da Quaresma, l'attuale Fernando de Noronha. Nel 1532, venne nominato fidalgo de cota de armas dal re Giovanni III del Portogallo (1521-1557).